# Pee Wee King
Pee Wee King, geboren als Julius Frank Kuczynski (Abrams, 18 februari 1914 - Louisville, 7 maart 2000), was een Amerikaanse countryzanger en songwriter.

## Biografie
Al op jongere leeftijd speelde King viool en accordeon in de polkaband van zijn vader, die vanuit Polen was geëmigreerd naar de Verenigde Staten. Gene Autry, die in Chicago een eigen radioshow had, hoorde hem spelen en haalde hem in zijn begeleidingsband. Van hem is ook de bijnaam Pee Wee afkomstig. In 1934 verhuisde men naar Louisville, waar Autry en de band werden gecontracteerd door de zender WHAS. Autry verkaste weinig later naar Hollywood. King werkte vervolgens met de Log Cabin Boys en formeerde daarna de eigen band de Golden West Cowboys, die een mengeling speelden uit western swing en popmuziek en met voor de countrymuziek uit de toenmalige tijd ongewone instrumenten als drums, trompet, accordeon en e-gitaar experimenteerden.
King openbaarde zich als bekwaam organisator en orkestleider. In 1937 kregen hij en de band een verbintenis bij de Grand Ole Opry. Als zangers werden talenten als Eddy Arnold en Cowboy Copas gecontracteerd, die later zelf sterren werden. De belangrijkste persoonlijkheid was de multi-instrumentalist en songwriter Redd Stewart, met wie King samen in 1946 de hit Tennessee Waltz schreef. Een jaar later plaatsten ze zich met deze song in de countryhitlijst op positie 3. Patti Page scoorde met de song in 1950 een wereldhit. Tijdens de opvolgende jaren en decennia werd het nummer door talrijke artiesten vertolkt en garandeerde zijn scheppers een voortdurende toevloed van tantièmes.
Weinig later lukte King met Tennessee Polka opnieuw een 3e plaats-hit, voordat hij in 1951 met Slow Poke voor de eerste keer de toppositie kon veroveren. In de pophitlijst bereikte de plaat de 3e plaats en werd 22 weken in de hitlijst genoteerd. Zijn hitsuccessen hielden aan tot midden jaren 1950. Daarna was hij hoofdzakelijk succesvol als songwriter. Hij had meerdere tv-shows en aanvaardde rollen in Gene Autry-westerns.
In 1970 werd Pee Wee King, die tijdens zijn leven meer dan 400 songs had gecomponeerd, opgenomen in de Nashville Songwriters Hall of Fame. Vier jaar later kreeg hij de grootste onderscheiding van de countrymuziek: Hij werd gekozen in de Country Music Hall of Fame. Bovendien aanvaardde hij voor enkele jaren belangrijke posities binnen de invloedrijke Country Music Association.

## Overlijden
Pee Wee King overleed in maart 2000 op 86-jarige leeftijd aan de gevolgen van een hartinfarct.

## Onderscheidingen
- 1970: Nashville Songwriters Hall of Fame
- 1974: Country Music Hall of Fame

## Discografie

### Albums
- 1950: Anytime Hits, RCA

- Biblioteca Nacional de España: XX1469925
- Bibliothèque nationale de France: cb13807549c (data)
- Gemeinsame Normdatei: 119466813
- International Standard Name Identifier: 0000 0001 2279 898X
- Library of Congress Control Number: n95074558
- MusicBrainz: a6744983-be90-41b1-8541-2d8719b03ee7
- Bibliotheek van het Japanse parlement: 001161897
- Nationale Bibliotheek van Tsjechië: mzk2005282355
- Nationale Bibliotheek van Israël: 987007337144405171
- Nederlandse Thesaurus van Auteursnamen: 188866256
- SNAC: w68g8hzx
- Trove: 1528612
- Virtual International Authority File: 51873768
- WorldCat: E39PBJfx6cphW8FvQcWYvvrrMP